# Skylark II
Pour les articles homonymes, voir Skylark.

Skylark 2 est un véhicule aérien sans pilote (UAV) tactique pour les missions de reconnaissance et de collecte de renseignements réalisé par le "Silver Arrow", une filiale d'Elbit Systems. L'armée israélienne en posséderait un grand nombre.
Skylark 2 a remporté le prix "2006 Best of What's New" de la revue "Popular Science" dans la catégorie aérospatiale. Le système a remporté un appel d'offres international de l'armée coréenne organisé en 2007 dans lequel Elbit a vaincu des concurrents du monde entier.

## Opération
Skylark 2 est propulsé par un moteur électrique et permet donc d'effectuer une mission en secret, l'avion peut voler de manière autonome selon une trajectoire de vol prédéfinie et transmettre à ses opérateurs en temps réel les données, image vidéo et données système, captées par ses capteurs. Les capteurs dont est équipé le Skylark 2 sont un capteur CCD pour la photographie de jour et un capteur infrarouge pour la photographie de nuit, ainsi que les capteurs de l'avion qui permettent d'effectuer le vol de manière autonome. De plus, le Skylark 2 est équipé d'un marqueur laser qui peut être utilisé pour marquer les cibles des armes à guidage laser.
Skylark 2 décolle et atterrit de manière autonome, pour le décollage, il peut être lancé à partir d'une rampe de lancement montée sur un SUV tel que le HMMWV et l'atterrissage se fait à l'aide d'un parachute et d'un airbag qui permettent un atterrissage précis et sûr. La portée de fonctionnement du système est d'environ 50 km et il est conçu pour desservir le niveau de la division.